# The Sin Flood
The Sin Flood is een Amerikaanse dramafilm uit 1922 onder regie van Frank Lloyd. Destijds werd de film in Nederland uitgebracht onder de titel De zondvloed. De film is wellicht zoekgeraakt.

## Verhaal
Het café van Stratton ligt aan de oever van de Mississippi. Wanneer op een dag het hoogwateralarm afgaat, vergrendelt hij de waterdichte deuren van zijn etablissement. Binnen bevinden zich onder meer de makelaar Bill Bear, het koormeisje Poppy, een zwerver, een dronken predikant, een verlegen advocaat, een werkloze acteur en twee katoenhandelaren. Als de stamgasten beseffen dat ze wellicht allemaal door verstikking zullen omkomen, willen ze hun leven beteren.

## Rolverdeling
| Acteur           | Personage  |
| ---------------- | ---------- |
| Richard Dix      | Bill Bear  |
| Helene Chadwick  | Poppy      |
| James Kirkwood   | O'Neill    |
| John Steppling   | Swift      |
| Ralph Lewis      | Fraser     |
| Howard Davies    | Sharpe     |
| Will Walling     | Stratton   |
| William Orlamond | Nordling   |
| Darwin Karr      | Charlie    |
| Otto Hoffman     | Higgins    |
| Louis King       | Dronkenman |